# Polifonia
Polifonia (stgr. πολυφωνία, wiele dźwięków) – faktura muzyczna charakteryzująca się jednoczesnym prowadzeniem co najmniej dwóch niezależnych od siebie głosów. Rozwijanie samodzielnych linii melodycznych prowadzi do współbrzmień, stąd tego typu wielogłosowość nazywana jest linearną lub kontrapunktyczną.
Z punktu widzenia pokrewieństwa między głosami wyróżnić można dwa rodzaje polifonii: imitacyjną i kontrastową. Technika imitacyjna jest starsza, powstała w średniowieczu, jej formą jest kanon. W okresie renesansu rozwinęła się polifonia fugowana, oparta na kontrapunkcie podwójnym (i wielokrotnym). Strukturą muzyczną opartą na tej technice jest fuga.
Drugą podstawą dokonywania systematyki jest stosunek linii melodycznych względem siebie. Jednej linii melodycznej może być przeciwstawiona jedna, dwie lub trzy frazy melodyczne.